# Huta (Stara Huta)
Huta – część wsi Stara Huta w Polsce, położona w województwie lubelskim, w powiecie zamojskim, w gminie Krasnobród.
W latach 1975–1998 Huta należała administracyjnie do województwa zamojskiego.